# Ulrich Willerding
Ulrich Willerding (* 8. Juli 1932 in Querfurt; † 20. Dezember 2021 in Göttingen) war ein  Professor der Botanik an der Universität Göttingen, Oberstudienrat am Theodor-Heuss-Gymnasium (Göttingen) und einer der führenden Paläo-Ethnobotaniker Deutschlands.

## Leben
Geboren und aufgewachsen in Querfurt, besuchte Ullrich Willerding von 1942 bis 1949 die Latina der Franckesche Stiftungen in Halle (Saale). Die Familie zog dann nach Leverkusen, wo er an einem Kölner Gymnasium sein Abitur machte.
In Göttingen begann er dann 1952 sein Biologie-Studium, wichtige akademische Lehrer waren für ihn die Professoren Franz Firbas, Brunk Meyer und Jürgen Hövermann. Auch Heinz Ellenberg und Bernd Herrmann hatten großen Einfluss auf seine wissenschaftliche Arbeit.
Er wurde bei Firbas mit seiner zu einer Dissertation ausgebauten Staatsexamensarbeit Beiträge zur jüngeren Geschichte der Flora und Vegetation der Flußauen. Untersuchungen aus dem Leinetal bei Göttingen 1959 promoviert.
Während er hauptamtlich bis 1996 am Theodor Heuss Gymnasium arbeitete und als Oberstudienrat in Pension ging, habilitierte er sich 1986 mit Zur Geschichte der Unkräuter Mitteleuropas. Sein Schriftenverzeichnis weist 189 Publikationen auf.
Seine Sammlung von prähistorischen pflanzlichen Funden lagert als „Sammlung Willerding“ im Albrecht-von-Haller Institut für Pflanzenwissenschaften, Abteilung Palynologie und Klimadynamik. Die Sammlung, die zwischen 1960 und 2010 angelegt wurde, wird in der Forschung weiterhin genutzt.

## Publikationen (Auswahl)
- Beiträge zur jüngeren Geschichte der Flora und Vegetation der Flußauen. Untersuchungen aus dem Leinetal bei Göttingen. Naturwissenschaftliche Dissertation Göttingen 1959 (52 Seiten).
- Die Paläo‐Ethnobotanik und ihre Stellung im System der Wissenschaften. In: Berichte der Deutschen Botanischen Gesellschaft. Band 91, 1978, ISSN 0365-9631, S. 3–30, doi:10.1111/j.1438-8677.1978.tb03629.x.
- Landwirtschaftliche Produktionsstrukturen im Mittelalter. In: Bernd Herrmann (Hrsg.): Mensch und Umwelt im Mittelalter. Deutsche Verlags-Anstalt, Stuttgart 1986, ISBN 3-421-06288-9, S. 244–256.
- Zur Geschichte der Unkräuter Mitteleuropas (= Göttinger Schriften zur Vor- und Frühgeschichte. 22). Wachholtz, Neumünster 1986, ISBN 3-529-01522-9. Zugleich Habilitationsschrift.
- Landnutzung und Ernährung. In: Göttingen. Geschichte einer Universitätsstadt. Band 1: Dietrich Denecke, Helga-Maria Kühn (Hrsg.): Von den Anfängen bis zum Ende des Dreißigjährigen Krieges. Vandenhoeck und Ruprecht, Göttingen 1987, ISBN 3-525-36196-3, S. 437–464.
- Paläo-ethnobotanische Befunde über die Lebens- und Umweltverhältnisse im Mittelalter. In: Bernd Hermann, Rolf Sprandel (Hrsg.): Determinanten der Bevölkerungsentwicklung im Mittelalter. Acta Humaniora – VCH, Weinheim a. d. Bergstr. 1987, ISBN 3-527-17543-1, S. 109–125.
- Landnutzung im Umfeld städtischer und ländlicher Siedlungen des Mittelalters. In: Peter Dilg, Gundolf Keil, Dietz-Rüdiger Moser (Hrsg.): Rhythmus und Saisonalität. Kongreßakten des 5. Symposions des Mediävistenverbandes in Göttingen 1993. Thorbecke, Sigmaringen 1995, ISBN 3-7995-5404-1, S. 377–402.
- Frühmittelalterliche Gärten. In: Elke Heege (Red.): Experimentelle Archäologie in Deutschland. Texte zur Wanderausstellung (= Archäologische Mitteilungen aus Nordwestdeutschland. Beiheft. 13). Isensee, Oldenburg 1996, ISBN 3-89598-343-8, S. 40–41.
- Umweltrekonstruktion. In: Elke Heege (Red.): Experimentelle Archäologie in Deutschland. Texte zur Wanderausstellung (= Archäologische Mitteilungen aus Nordwestdeutschland. Beiheft. 13). Isensee, Oldenburg 1996, ISBN 3-89598-343-8, S. 46.
- Zur Verwendung von Pflanzen im Hausbau des Mittelalters und während der Neuzeit. In: Sven Ostritz, Ralph Einicke (Hrsg.): Terra & Praehistoria. Festschrift für Klaus-Dieter Jäger (= Beiträge zur Ur- und Frühgeschichte Mitteleuropas. 9). Beier & Beran, Wilkau-Hasslau 1996, ISBN 3-930036-12-6, S. 117–123.
- Die Landwirtschaft bei den Germanen und in den römischen Provinzen bis zur Völkerwanderungszeit. Ackerbau. In: Norbert Benecke, Peter Donat, Eike Gringmuth-Dallmer, Ullrich Willerding (Hrsg.): Frühgeschichte der Landwirtschaft in Deutschland (= Beiträge zur Ur- und Frühgeschichte Mitteleuropas. 14). Beier & Beran, Langenweißbach 2003, ISBN 3-930036-21-5, S. 35–57.
- Die Landwirtschaft im frühen Mittelalter (6.–10. Jh.). Garten, Obst und Weinbau. In: Norbert Benecke, Peter Donat, Eike Gringmuth-Dallmer, Ullrich Willerding (Hrsg.): Frühgeschichte der Landwirtschaft in Deutschland (= Beiträge zur Ur- und Frühgeschichte Mitteleuropas. 14). Beier & Beran, Langenweißbach 2003, ISBN 3-930036-21-5, S. 162–172.
- mit Helmut Kroll: Die Pflanzenfunde von Starigard/Oldenburg. In: Starigard, Oldenburg. Hauptburg der Slawen in Wagrien. Band 5: Naturwissenschaftliche Beiträge (= Veröffentlichungen des Sonderforschungsbereichs 17. 19 = Untersuchungen aus dem Institut für Ur- und Frühgeschichte der Universität Kiel. Neue Folge 82 = Offa-Bücher. 82). Wachholtz, Neumünster 2004, ISBN 3-529-01182-7, S. 135–184.